# Bornita
La bornita és un mineral de la classe dels sulfurs. Rep el seu nom del mineralogista austríac Ignaz von Born (1742-1791). Es pot confondre amb la calcopirita. També és coneguda amb els noms: chalcomiklita, erubescita, poikilita o phillipsina.

## Característiques
La bornita té la composició química següent: Cu₅FeS₄. Cristal·litza en el sistema ortoròmbic (pseudocúbic). És de color marró a vermell coure en superfícies fresques, que entela a diversos tons iridescents de blau a porpra en alguns llocs. La seva cridanera iridescència li dona el sobrenom de mineral de paó (peacock ore, en anglès).
La bornita és un important mineral com a mena de coure (en conté fins a un 63%) i té una àmplia distribució en els dipòsits de pòrfirs de coure juntament amb la calcopirita, més comuna. La calcopirita i la bornita són típicament reemplaçades per calcocita i covel·lita a la zona d'enriquiment secundari de dipòsits de coure. La bornita també es troba com a disseminacions en roques ígnies màfiques, en contactes metamòrfics dels dipòsits de skarn, en pegmatites i en les pissarres cupríferes sedimentàries.
Segons la classificació de Nickel-Strunz, la bornita pertany a «02.BA: sulfurs metàl·lics amb proporció M:S > 1:1 (principalment 2:1) amb coure, plata i/o or», juntament amb els minerals següents: calcocita, djurleita, geerita, roxbyita, anilita, digenita, bellidoita, berzelianita, athabascaïta, umangita, rickardita, weissita, acantita, mckinstryita, stromeyerita, jalpaïta, selenojalpaïta, eucairita, aguilarita, naumannita, cervel·leïta, hessita, chenguodaita, henryita, stützita, argirodita, canfieldita, putzita, fischesserita, penzhinita, petrovskaïta, petzita, uytenbogaardtita, bezsmertnovita, bilibinskita i bogdanovita.

## Formació
Es produeix a nivell mundial en dipòsits de coure. En destaquen localitats amb cristalls notables a Butte, Montana, i a Bristol, Connecticut. Els cristalls grans es troben també als Alps Frossnitz, Tirol, Àustria, i a la mina Mangula, districte Lomagundi, Zimbàbue.
A Catalunya ha estat descrita a la província de Barcelona a les mines Mines (Hortsavinyà, Maresme), les mines El Remei (El Brull, Osona), la mina i pedrera Berta (Sant Cugat del Vallès-El Papiol, Vallès Occidental-Baix Llobregat) i les pedreres Gualba (Vallès Oriental); a la província de Lleida a la mina Victoria (Val d'Aran) i la mina Eureka (Castell-estaó, Pallars Jussà) i a la província de Tarragona a la mina Linda Mariquita (El Molar, Priorat).

## Varietats
Es coneix una varietat de bornita anomenada bornita argentífera. Aquesta varietat rep aquest nom pel seu contingut significatiu de plata en la seva composició. Aquesta varietat només ha estat trobada en un parell de localitats de la Columbia britànica (Canadà), a la província Gansu (Xina), i als estats d'Alaska, Arizona, Colorado i Montana (Estats Units).